# Manille (Kartenspiel)

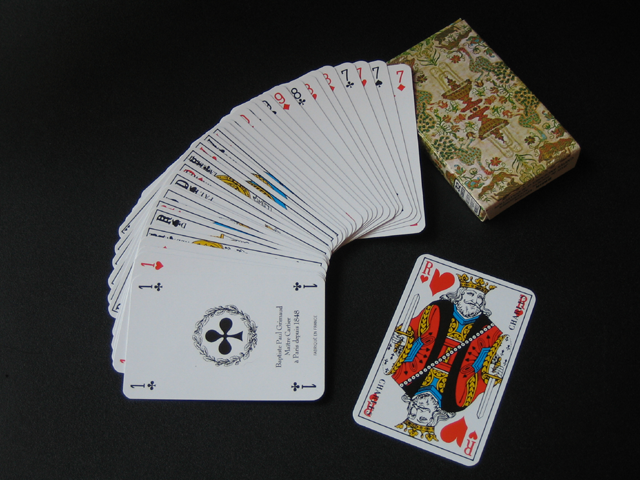
Das Manille verwendet ein „Piquet“-Kartenspiel

Manille (maˈnɪljə, spanisch-französisch) ist ein einfaches Kartenspiel, das vor allem im 18. und 19. Jahrhundert in Spanien, Frankreich und Belgien recht verbreitet war. Es gibt einige Varianten dieses Spiels, auch heute noch wird es in Teilen Belgiens gespielt, wobei im flämischen Teil eine als Manillen bezeichnete Variante praktiziert wird. In Katalonien hat sich aus der spanischen Form Manilla die Variante Botifarra entwickelt, spanischen Ursprungs ist ebenfalls die nach Mexiko exportierte Variante, die man als Malilla bezeichnet.
Das Spiel ist dem l’Hombre ähnlich. Bei diesem noch älteren Spiel wird die zweithöchste Trumpfkarte als Manille bezeichnet, wobei zweifelsfrei ein Zusammenhang zwischen der Bezeichnung dieser Trumpfkarte beim l'Hombre und dem gleich bezeichneten Spiel besteht. Beim Spiel Manille selbst wird die höchste Trumpfkarte, nämlich die Zehner als solche bezeichnet.
In zahlreichen Zeitbildern und Anekdoten wird das Manille-Spiel erwähnt, Friedrich Schiller z. B. hat es gespielt.

## Spielregeln
Je nach Länder bestehen verschiedene Varianten, die sich insbesondere durch die stärkste Karte unterscheiden. In der französisch-belgischen Variante ist dies die Zehn, in der spanischen Variante die Neun (Manilla genannt), in der mexikanischen Variante die Sieben (Malilla genannt).
Die Manille wird von vier Spielern mit 32 Karten gespielt. Die gegenübersitzenden Spieler bilden eine Partei. 
In der französisch-belgischen Variante ist die Reihenfolge der Karten und deren Punktewert folgender:
- Manille (Zehn) – 5 Punkte
- Ass („le Manillon“ genannt) – 4 Punkte
- König – 3 Punkte
- Dame – 2 Punkte
- Bube – 1 Punkt
- Neun
- Acht
- Sieben

Jeder Spieler bekommt acht Karten. Der Kartengeber sucht eine Trumpffarbe aus oder entscheidet sich für Voiture, dem Fehlen einer Trumpffarbe. Kann er keine Wahl treffen, überlässt er sie seinem gegenübersitzenden Partner. Bei jedem Stich muss der Farbe der ersten im Stich gespielten Karte gefolgt werden (Farbzwang). Wenn ein Spieler diese Farbe nicht hat, muss er Trumpf spielen (Trumpfzwang) soweit die gegnerische Mannschaft bis dahin den Stich an sich zöge, notfalls eine beliebige Karte. Dieser Trumpfzwang ist folglich nicht sehr streng, hat der Partner eh schon die höchste Karte gelegt, besteht er nicht und es muss auch kein kleiner Trumpf gespielt werden, wenn schon ein größerer im (Fehlfarben-)Stich ist. Der Spieler, der die stärkste Trumpfkarte oder stärkste Karte in der angespielten Farbe gespielt hat, gewinnt den Stich und fängt den nächsten Stich an. Am Ende einer Spielrunde werden die Punkte von jedem Spielerpaar zusammengezählt. Häufig wird zusätzlich ein Punkt für jeden gewonnenen Stich gezählt, so dass insgesamt 68 Punkte erzielt werden können.

## Abrechnung
Da insgesamt 68 Punkte erzielt werden können, zählt man der Einfachheit halber nur die Punkte der Siegerpartei. Jeder Punkt der 34 übersteigt wird notiert. Es werden so viele Runden gespielt, bis eine Partei eine vorher festgelegte Punktzahl erreicht.